# محمدتقی مصباح یزدی

مناظره تلویزیونی از راست: عبدالکریم سروش و مصباح یزدی در برابر احسان طبری و فرخ نگهدار در سال ۱۳۶۰

تقی مصباح (زادهٔ تقی گیوه‌چی؛ ۱۱ بهمن ۱۳۱۳ – ۱۲ دی ۱۳۹۹) مشهور به محمدتقی مصباح یزدی، مجتهد و فیلسوف شیعهٔ اهل ایران بود. او بنیان‌گذار و رئیس مؤسسه آموزشی و پژوهش امام خمینی، نماینده ادوار مجلس خبرگان رهبری، عضو سابق شورای عالی انقلاب فرهنگی، عضو جامعه مدرسان حوزه علمیه قم، رئیس سابق شورای عالی مجمع جهانی اهل‌بیت و یکی از استادان حوزهٔ علمیهٔ قم بود. او به عنوان پدر معنوی جبهه پایداری شناخته می‌شد. با توجه به تفکرات و سخنرانی‌های مصباح یزدی، تعدادی او را روحانی تندرو و نیز یکی از مروجان خشونت برای حذف منتقدان و مخالفان در جمهوری اسلامی دانسته‌اند.
مصباح یزدی از منظر دینی به دلیل نوشته‌هایش در زمینه تفسیر موضوعی قرآن و فلسفه اسلامی—به ویژه یکی از کتاب‌های درسی حوزه تحت عنوان آموزش فلسفه که به زبان‌های عربی، انگلیسی و غیره نیز ترجمه شده، استاد فلسفه و تفسیر خوانده می‌شد. او از دوره دوم مجلس خبرگان رهبری نماینده استان تهران در آنجا بود. او در انتخابات دور پنجم در سال ۱۳۹۴ موفق به کسب رای کافی نشد و از انتخاب مجدد برای ورود به این مجلس بازماند. او در انتخابات میان‌دوره‌ای خبرگان در اسفند ۱۳۹۸ از حوزه استان خراسان رضوی نامزد شد و توانست به عنوان نماینده منتخب مردم خراسان رضوی به مجلس خبرگان راه یابد، با این حال پیش از تحلیف برای نمایندگی خبرگان پنجم درگذشت.

## اوایل زندگی و تحصیلات
او ۱۱ بهمن ۱۳۱۳ در یزد به دنیا آمد. مجتبی مصباح یزدی، فرزند دومش گفته بود که «مادر حاج آقا در زمان حاملگی خواب دیده بوده که قرآن متولد شده» و مفسر خواب به آنان می‌گوید که «فرزندی که متولد می‌شود پسر است و بشارت باد که او عالم و حامی قرآن خواهد بود».
تحصیلات ابتدایی خود را در هفت سالگی آغاز کرد. سپس وارد حوزهٔ علمیهٔ یزد شد و دورهٔ مقدمات و سطح را همان‌جا به اتمام رساند، در سال ۱۳۷۱ ه‍.ق عازم نجف شد، و پس از یک سال برای ادامهٔ تحصیل به قم رفت و حدود ۸ سال به‌طور مداوم در درس فقه حسین طباطبایی بروجردی شرکت کرد.
وی در سن ۲۵ سالگی به درجهٔ اجتهاد رسید؛ اما با این حال تا ۸ سال در دروس فقه و اصول روح‌الله خمینی و تا ۱۵ سال در درس فقه محمد تقی بهجت و تا ۲ سال در درس محمد علی اراکی شرکت می‌کرد.
وی از شاگردان درس تفسیر و فلسفهٔ محمدحسین طباطبایی نیز به‌شمار می‌رود و با پایه‌گذاری مدرسه حقانی توسط علی قدوسی و محمد حسینی بهشتی استاد و عضو هیئت مدیره این مدرسه می‌شود. اما بعدها به دلیل اختلافات شدیدش با علی شریعتی، از این سمت کناره گرفته و به مؤسسه «در راه حق» می‌پیوندد

## فعالیت‌های فرهنگی
پس از پیروزی انقلاب ۱۳۵۷ او در تأسیس دفتر همکاری حوزه و دانشگاه و در جهت تحول و بازسازی نظام حوزه نقش فعالی ایفا کرد. او بنیاد علمی پژوهشی باقرالعلوم و سپس مؤسسهٔ آموزشی پژوهشی امام خمینی را در قم پایه‌گذاری کرد.
وی همچنین رئیس مؤسسهٔ علمی پژوهشی امام خمینی و همچنین رئیس شورای عالی مجمع جهانی اهل‌بیت و عضو جامعهٔ مدرسان حوزهٔ علمیهٔ قم بود.

## فعالیت‌های سیاسی
در سال ۴۸ جلسه‌ای در حضور علی خامنه‌ای، هاشمی رفسنجانی و مصباح یزدی در منزل قدوسی برگزار می‌شود و از مصباح یزدی خواسته‌می‌شود که به انقلابیون بپیوندد، اما او مخالف می‌کند. هاشمی رفسنجانی در این مورد می‌گوید که مصباح یزدی ضمن حرام دانستن مبارزه، اعلام داشته که می‌خواهد به کار علمی و فرهنگی بپردازد. شخص مصباح یزدی می‌گوید که به علت عدم شناخت از مخالفان، در این جلسه اعلام کرده است که با آنها همکاری نمی‌کند.
او در دوران انقلاب هرگز توسط ساواک دستگیر یا زندانی نشد. علی خامنه‌ای در خاطراتش گفت که او «تا آخرش هم لحمدلِلَّٰه گیر نیفتاد، از بس که ایشان آرام و با ملاحظه کار می‌کرد.».
مصباح یزدی در دوران خمینی چندان فعالیت رشد نیافت و رابطه او با خامنه‌ای نیز تا زمان رهبر شدن وی تیره و تار بود. محسن کدیور در تحقیقی که دربارهٔ رهبر شدن خامنه‌ای نوشته، نقل کرده‌است که مصباح یزدی در خرداد ۱۳۶۸ در جلسه‌ای در قم گفته بود خامنه‌ای «حتی یک صفحهٔ رسائل را بدون اعراب نمی‌تواند از رو بخواند». اما پس از به قدرت رسیدن خامنه‌ای، مصباح یزدی شروع به ستایش وی کرد و نقش سیاسی او نیز در جمهوری اسلامی پر رنگ شد. مصباح یزدی در واکنش به رویدادهای پس از انتخابات سال ۱۳۸۸ گفت: «سلسله جنبان این قضایا هر که بود درصدد حذف ولایت فقیه از نظام سیاسی کشور بود.» وی «ولایت فقیه را روح انقلاب و مشخصه این حکومت» دانسته و گفت: «دشمنان می‌خواستند یا این رکن اساسی را حذف یا تضعیف و کمرنگ کنند که در این جریان، برخی آگاهانه و برخی فریب خورده اقدام به این امر نمودند». او همچنین در ۲۱ مرداد ۱۳۸۸ در جمع گروهی از هنرمندان بسیجی در مؤسسه آموزشی امام خمینی در قم این‌گونه استدلال کرد که وقتی رئیس‌جمهوری از جانب رهبری نصب و تأیید می‌شود، به عامل او تبدیل شده و از این پرتو نور بر او نیز تابیده می‌شود و لذا «وقتی ریاست جمهوری حکم ولی فقیه را دریافت کرد اطاعت از او نیز مثل اطاعت از خداست.» وی همچنین از رهبران جبهه پایداری انقلاب اسلامی است که طی سال‌های اخیر به عنوان یک گروه سیاسی ظهور و بروز کرده‌است. مؤسسه مطالعاتی امریکن اینترپرایز نیز در تحلیلی اظهار داشت که محمد تقی مصباح یزدی و عزیز خوشوقت از نزدیکان سید علی خامنه‌ای هستند.
انتخابات مجلس شورای اسلامی دهم
در زمان دولت یازدهم ایران، مصباح از مخالفان این دولت محسوب می‌شد و از برنامه انفرادی خود و اعضای جبهه پایداری برای در دست‌گرفتن اکثریت اعضای دوره دهم مجلس شورای اسلامی صحبت کرده‌است. وی در جلسات خود با نمایندگان دوره نهم مجلس شورای اسلامی که عضو جبهه پایداری هستند، از سعید جلیلی و باقری لنکرانی، به عنوان بهترین گزینه‌ها برای در دست گرفتن ریاست دوره نهم مجلس شورای اسلامی سخن گفته‌است.
انتخابات خبرگان ۱۳۹۴
مصباح که از دور دوم مجلس خبرگان رهبری نمایندگی استان تهران در آن را برعهده داشته‌است از کسب آرای کافی برای انتخاب مجدد در انتخابات ۷ اسفند ۱۳۹۴ بازماند. وی نوزدهم شد و نتوانست در بین شانزده نماینده منتخب جای بگیرد. بسیاری از شاگردان و نزدیکان او نیز در انتخاب شدن ناکام ماندند. در ۲۰ اسفند ۱۳۹۴، سید علی خامنه ای، رهبر ایران که پیش از انتخابات نیز دربارهٔ برنامه‌ریزی برای حذف برخی چهره‌ها از مجلس خبرگان هشدار داده بود، در حمایتی آشکار از رأی نیاوردن محمد یزدی و محمدتقی مصباح ابراز نارضایتی کرده و نبودن آن‌ها در مجلس خبرگان پنجم را مایهٔ خسارت دانست.
انتخابات میاندوره‌ای خبرگان ۱۳۹۸
تقی مصباح در انتخابات میاندوره‌ای خبرگان در اسفند ۱۳۹۸ از حوزه استان خراسان رضوی نامزد شد و توانست به عنوان نماینده منتخب این استان به مجلس خبرگان راه یابد اما قبل از مراسم تحلیف و پیوستن رسمی به این مجلس درگذشت.

## دیدگاه‌ها و کنش‌های سیاسی
مصباح یزدی از حامیان اسلام بنیادگرایانه و طیف اصولگرا بود. او علی‌رغم باور به ریشه‌داشتن اصلاح‌طلبی در «نظام ارزشی اسلام»، از مخالفان جدی جریان اصلاح‌طلبی رایج در ایران بود، چنان‌که در حسینیه شهدای قم اصلاح‌طلبان را «احیاکنندگان سنت کفار ۲۵۰۰ سال پیش ایران» نامید. وی همچنین اصلاح‌طلبی با معیارهای مطرح شده از سوی رهبر جمهوری اسلامی را، مطلوب دانسته و بیان کرد که «این اصلاح‌طلبی را می‌خواهیم».
به نوشته رادیو فردا مصباح یزدی یکی از فقیهان متنفذ، لجوج، متعصب، قدرتمند و پابوس خامنه‌ای بود. او به دلیل سخنرانی‌هایش در دفاع از قتل و خشونت اسلامی و تقدیس آن، به «تئوریسین خشونت» معروف شد. وی یکی از صادر کنندگان فتوای قتل نویسندگان و روشن‌فکران در جریان قتل‌های زنجیره‌ای ایران بود. همچنین در جریان قتل‌های محفلی کرمان یکی از متهمان گفته بود که زیر تأثیر سخنان مصباح یزدی، خودش وارد عمل شده و بر اساس ظن خودش به کشتن شماری از شهروندان و مرتدان پرداخته‌است. مصباح یزدی مخالفت با ولایت فقیه و خامنه‌ای را شرک می‌پنداشت.
برخی از شخصیت‌ها و منابع، از او به عنوان شخصیتی افراطی، دشمن دموکراسی، «پدر معنوی» بسیاری از جریان‌های تندروی داخل حاکمیت ایران، (از جمله، جبهه پایداری انقلاب اسلامی) و اثرگذار بر گروه‌های سیاسی تندروی پشتیبان سید علی خامنه‌ای یاد کرده‌اند.
مصباح یزدی موضع‌گیری‌های تندی دربارهٔ علوم انسانی داشته و خواهان اسلامی شدن آن‌ها بود. در میانه دهه ۷۰ خورشیدی، تنها حوزوی مورد اعتماد خامنه‌ای بود که مأموریت «تقویت» مبانی اعتقادی و سیاسی دانشجویان (و طلبههای) بسیجی و نیز برخی از بازیگران جوان را بر عهده گرفت و در یک دورهٔ ۲۰ ساله توانست ۶۰ هزار نیرو را آموزش دهد که برخی از آن‌ها جزو مسئولان نظام جمهوری اسلامی ایران هستند. قرارگاه عمار یک قرارگاه بود که برای سرکوب اعتراضات سراسری سال ۱۳۸۸ تأسیس شد و محمدتقی مصباح یزدی در راه‌اندازی آن، نقش داشت.

### ارهاب و خشونت
در سال ۱۳۵۴ مصباح یزدی در مدرسه حقانی با وارد کردن انتقادات تندی به علی شریعتی اعلام می‌کند که باید با او برخوردی متناسب با منکر ضروریات دین شود. در همان زمان، سید محمد بهشتی با واکنش تندی به این درخواست مصباح می‌گوید «اگر قرار باشد فکر هر کسی را نپسندیم فرمان قتل آن را دهیم ربطی به اسلام ندارد.» همچنین بهشتی اعلام می‌کند که «من مکرر به جناب آقای مصباح هم گفته‌ام. گفته‌ام دوست عزیز، چرا این بحث‌هایی که احتیاج به رسیدگی بیشتر دارد، باید این‌طور مطرح شود؟ … بحث من در اینجا بحث جناب آقای مصباح نیست. بحث من در اینجا با شما طلاب است. به ایشان هم در این ۱۰، ۱۵روز قبل عرض کردم. گفتم آقا! بحث، بحث روش تربیتی مدرسه است… شما طلاب مدرسه نمی‌توانید با این اسلوب بار بیایید وگرنه لااقل بنده نمی‌توانم در چنین مدرسه‌ای ذره‌ای در کارها سهیم باشم. مدرسه‌ای که بخواهد یک مشت انسان لجوج، پرخاشگر بیجا و متعصب تربیت کند، نتوانند با هم دو کلمه حرف بزنند، چه ارزشی دارد؟ در این صورت چه خدمتی به اسلام و به حق کرده‌اند؟ به چه انگیزه‌ای؟ … اگر قرار است در روحانیت کسی به‌عنوان صاحب نظر در مسائل مربوط به نسل جوانِ درس‌خوانده در ارتباط با مذهب نام برده شود، لااقل من که یکی از آنها هستم. عمرم را در این راه گذراندم. من به‌عنوان کارشناس صاحب‌نظر این فن می‌گویم این «اتمام حجت» های شما خطرناک است. «اتمام حجت» چیست؟! می‌گویم این، تمام رشته‌های این ۳۰، ۴۰ سال را پنبه می‌کند.»
مصباح یزدی، در سخنرانی پیش از خطبه‌های نماز جمعه تهران در خرداد سال ۷۸ می‌گوید: «مردم اگر با دلایل قطعی برای شان ثابت شود که توطئه علیه نظام در کار است و می‌خواهند نظام را براندازند، دیگران به هر دلیلی توجه ندارند یا صلاح خودشان نمی‌دانند، اگر مردم قطع پیدا کردند، خودشان باید اقدام کنند. این هم از مواردی است که تمسک به خشونت جایز است.» همچنین او در سخنرانی پیش از خطبه‌های نماز جمعه تهران در تاریخ ۱۵/۵/۷۸ می‌گوید: «ما در قرآن دستور ارهاب داریم و افرادی که با ادبیات عرب آشنا هستند بروند معادل ارهاب را پیدا کنند. حالا اگر من الان بگویم معنایش چیست فردا روزنامه‌ها تیتر می‌کنند که فلانی طرفدار تروریسم است.» این سخنان باعث شد که برخی مصباح یزدی را از مروجان و نظریه‌پردازان خشونت برای حذف مخالفان در ایران بنامند. همچنین برخی تفسیر مصباح‌یزدی از «ترهبون» که معادل «ترور» مخالفان گرفته شده‌است را اشتباه می‌دانستند. اکبر گنجی، در کتاب‌هایی که در مورد شیوهٔ قتل‌های زنجیره‌ای انتشار داد، محمدتقی مصباح یزدی را صادرکنندهٔ فتوای قتل‌ها یا همان، «مراد عالیجنابان خاکستری» خواند.
مصباح یزدی در دهه ۱۳۸۰ در سخنان خود در یکی از مساجد کرمان می‌گوید که «اگر کسی خلاف شرعی مرتکب شود مؤمنان وظیفه دارند به او تذکر دهند، در مرحله بعد وظیفه دارند که به پلیس معرفی اش کنند، و اگر بعد از چند بار به این نتیجه رسیدند که پلیس و دستگاه قضایی نیز این افراد را مجازات نمی‌کنند، خودشان می‌توانند دست به کار شده و خاطیان را به سزای اعمال خود برسانند.» تحت تأثیر این گفته‌ها، در خلال قتل‌های محفلی کرمان، چند نفر از بسیجیان کرمانی، پنج نفر از شهروندان کرمانی را که به ظن شان گناه‌کار بودند را به شکل فجیعی به قتل رساندند. مصباح یزدی با فرستادن نامه‌ای به دادگاه صدور فتوا را تکذیب نمود. اما گفت تمام سخنانش در کرمان «استنساخ از منابع معتبر فقهی بوده‌است.»

### حمایت و تعریف از علی خامنه‌ای

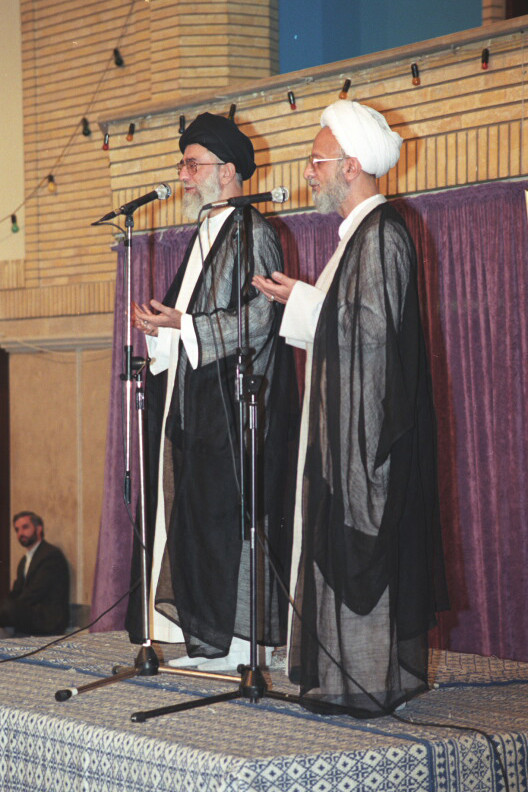
مصباح یزدی در کنار خامنه‌ای در سال ۱۳۷۸

او بارها از علی خامنه ای رهبر جمهوری اسلامی تعریف و تمجید کرده‌است. او در آذر ۱۳۹۳ گفت: رهبر جمهوری اسلامی (سیدعلی خامنه‌ای) فراتر از لیاقت مردم ایران است. روزنامه جمهوری اسلامی در سرمقاله‌ای با تیتر «دفاع بد چرا؟» اظهارات محمدتقی مصباح یزدی را «دفاع بد از رهبری» با «بی مهری به مردم» توصیف کرد و نوشت: سخنان مصباح یزدی «یکی از مصادیق بارز فعالیت برای تضعیف ولایت است.». در بهمن سال ۷۲ مصباح یزدی در گفت‌وگویی ده‌ها صفت در ستایش خامنه‌ای به کار برد و آخر هم گفت: «حقش را نمی‌توانم ادا کنم.» او حتی معتقد بود که مخالفت با ولی امر مسلمین یعنی علی خامنه‌ای «به نوعی شرک است» و این مخالفت را مخالفت با خدا و اهل بیت می‌دانست. او در دیداری با علی خامنه ای سعی کرده بود که پای او را ببوسد که به «پابوس خامنه‌ای» مشهور شد. مرداد ۱۳۹۹، وقتی یکی از مسئولان دفتر خامنه‌ای به دیدار او رفت، مصباح گفت «خیلی دوست داشتم پای» خامنه‌ای را ببوسم ولی موفق نشدم و خواست که به نیابت از او پای خامنه‌ای بوسیده شود.
به‌روایت هاشمی رفسنجانی، رابطه مصباح یزدی و خامنه‌ای پیش از انقلاب ۵۷ چندان خوب نبود و از سال ۴۸ تا ۵۷ به دلیل اختلاف‌نظر آن‌ها دربارهٔ فعالیت‌های سیاسی، با هم قهر کردند و خامنه‌ای «یک کلمه» هم با مصباح یزدی حرف نزد و روابط آنان تا رهبر شدن علی خامنه ای تیره بود. محسن کدیور در تحقیقی که دربارهٔ رهبر شدن خامنه‌ای نوشته، نقل کرد که مصباح یزدی خرداد سال ۶۸ در جلسه‌ای در قم گفته بود خامنه‌ای «حتی یک صفحهٔ رسائل را بدون اعراب نمی‌تواند از رو بخواند».

### حمایت از محمود احمدی‌نژاد
مصباح یزدی از حامیان اصلی محمود احمدی‌نژاد در انتخابات ریاست‌جمهوری ۱۳۸۴ بود و از او در مقابل دیگر جریان‌های سیاسی دفاع می‌کرد. پس از پیروزی احمدی‌نژاد او دربارهٔ وی گفت: «آیندگان به این نتیجه خواهند رسید که انتخاب، مشحون به کرامات و معجزات بود و ازاین‌رو توفیق شکر این نعمت را از خداوند خواستاریم. عنایات حضرت ولی‌عصر (عج) یار ملت ایران بود که به چنین موفقیتی دست یافت.» وی همچنین در سخنانی گفت که در خواب «یکی از علمای اهواز ندا آمده که برخیز و برای احمدی‌نژاد دعا کن، زیرا امام زمان نیز در حال دعا برای رای آوردن احمدی‌نژاد است.». او گفته بود که «احمدی‌نژاد ذخیره خداوند برای امروز ماست» و «وجود مقدس ولی‌عصر برای احمدی‌نژاد دعا می‌کنند». مصباح یزدی در ۲۱ مرداد ۱۳۸۸ در جمع گروهی از هنرمندان بسیجی در مؤسسه آموزشی امام خمینی در قم این‌گونه استدلال کرد که وقتی رئیس‌جمهوری از جانب رهبری نصب و تأیید می‌شود به عامل او تبدیل شده و از این پرتو نور بر او نیز تابیده می‌شود و لذا «وقتی ریاست جمهوری حکم ولی فقیه را دریافت کرد اطاعت از او نیز مثل اطاعت از خداست.»
پس از آنکه احمدی‌نژاد اسفندیار رحیم مشایی را علی‌رغم مخالفت علی خامنه ای انتخاب کرد، روابط مصباح با او به تیرگی رفت. نزدیکان مصباح یزدی مشایی را «غیرخودی»، «بودار» و عامل یا مأمور انحراف احمدی‌نژاد می‌دانستند که اهل «هیپنوتیزم، مرتاضین و طلسم» است، به‌روایت شاگردان مصباح یزدی، او یک بار برای حل مشکل به منزل احمدی‌نژاد رفت و «سه ساعت» با احمدی‌نژاد حرف زد ولی فایده نداشت. او حمایت از احمدی‌نژاد را حرام خواند و حتی حلقه اطراف او را «فراماسون» توصیف کرد. مصباح یزدی در هفته‌نامه شما وابسته به حزب موتلفه اسلامی گفت که بیش از ۹۰ درصد احتمال می‌دهد که احمدی‌نژاد را شخصی (مشایی) سحر کرده باشد. وی بعداً نیز اعلام کرد که «اقدامات احمدی‌نژاد را تأیید نمی‌کنم و در او یک حالت انحرافی می‌بینم.»

### شهادت به نفع باقری لنکرانی
در آستانه انتخابات ریاست‌جمهوری ایران در سال ۱۳۹۲ به دنبال نام‌نویسی کامران باقری لنکرانی برای نامزدی یازدهمین دوره انتخابات ریاست جمهوری، مصباح یزدی در اظهار نظری گفت: «بینی و بین الله شهادت می‌دهم که روی زمین و زیر این آسمان کسی اصلح‌تر از آقای لنکرانی نمی‌شناسم حتی یک مورد خلاف شرع و خلاف قانون از او مشاهده نشده و امیدوارم که این شهادت برگ زرینی در کارنامه ۸۰ ساله من باشد.» وی با اشاره به شناخت دیرینه خود از باقری لنکرانی گفت: «من از شش تا هفت سال پیش فکرش را کردم و به این نکته رسیده بودم و به کسی اعلام نکرده بودم و مطمئنم همه حوادث عالم در اراده من سر سوزنی اثر نداشته‌است.»

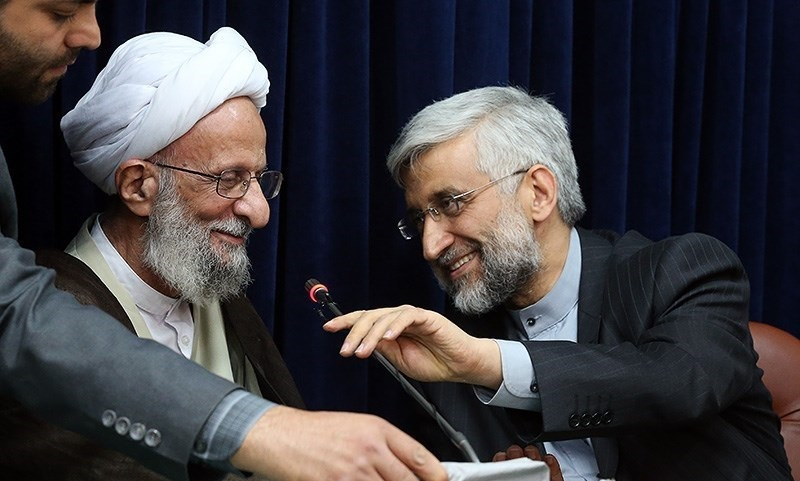
مصباح یزدی در کنار سعید جلیلی

اما به دنبال انصراف باقری لنکرانی از نامزدی درست قبل از اعلام احراز صلاحیت کاندیدا ریاست جمهوری توسط شورای نگهبان، مصباح یزدی در مورد سعید جلیلی اظهار داشت که خامنه‌ای «به‌دلیل نبوغ ذاتی و بیش از سی سال حضور در مدیریت کلان نظام اسلامی، بسیاری از مسائل نظام را بهتر از دیگران درک» می‌کند و خامنه‌ای «بر چند مسئله از جمله استکبار ستیزی و حفظ عزت اسلامی تأکید» کرده‌است. او در ادامه گفت که «جلیلی در اصول و مبانی ضعف ندارد و در مواردی مانند پایبندی به دین، عشق به ولایت، جدیت در اجرای احکام و اهتمام به ارزشهای اسلامی، بیش از حد نصاب را دارد.»

### نعمت دانستن جمهوری اسلامی
در ۹ دی ۱۳۹۸ او جمهوری اسلامی را «بزرگ‌ترین نعمت خدا» توصیف کرد و گفت «این گرانی‌ها و بیکاری‌ها یک امتحان الهی بوده» است.

## دیدگاه‌های مذهبی

### دموکراسی و ولایت فقیه
مصباح از منتقدان جمهوریت بود و به رأی گذاشتن نظام توسط روح‌الله خمینی را به معنای اعتقاد او به جمهوریت و حاکمیت رأی مردم نمی‌دانست. او در سخنانی گفت: «مردم، ناصر (کمک‌کننده) ولی فقیه هستند، نه ناصب (منصوب‌کننده) و مشرع (مشروعیت دهنده) او». از دیدگاه وی فقها در دوران غیبت نایب عام حجت بن الحسن (مهدی موعود به اعتقاد اهل تشیع دوازده‌امامی) حاکم هستند و نتیجتاً انتخاب حاکم توسط مردم فاقد اعتبار است. این اظهارات وی مورد مخالفت بسیاری حتی بخشی از جناح راست و اصولگرا قرار گرفت، چنان‌که روزنامه جمهوری اسلامی در جریان انتخابات شوراها در سال ۱۳۸۵ با موضع‌گیری در برابر مصباح یزدی، مواضع وی در باب ولایت فقیه را متفاوت با نظرات رهبری دانست و در مقاله‌ای با عنوان «مخالفت رهبری با عملکرد مصباح یزدی» نوشت: «احدی از آحاد ملت حق ندارد از رهبری جلو بیفتد، آیا رهبری از عملکرد و موضع‌گیری‌های شما راضی است؟ ما قرائتی داریم که نه، شما اگر دلیلی بر رضایت ایشان از عملکرد خودتان دارید، ذکر فرمایید، البته اینکه ایشان به مؤسسه شما کمک مالی بکنند یا شما در دفتر ایشان سخنرانی کنید دلیل نمی‌شود». مصباح یزدی بارها تأکید کرده که ملاک دانستن رأی مردم خلاف احکام اسلامی است. او گفت: «متأسفانه برخی باورشان این نیست که حکم اسلامی مقدم بر رأی مردم است.»
بنا به اعتقاد وی ضدیّت با ولایت فقیه به معنی شرک به خداست.

### انکار حقوق شهروندی برابر
وی معتقد بود نباید به بهانه حقوق شهروندی منکر فرق میان پیروان ادیان مختلف شد. به گفته وی «نباید با بهانه حقوق شهروندی بگوییم بهایی، یهودی و مسلمان هیچ فرقی با هم ندارند چون احکام ذمه در اسلام برای چنین مواردی بیان شده‌است. غرب از آزادی بتی ساخته که باید آن را شکست و قدم در راه صحیح گذاشت.» وی نه تنها برای غیر مسلمانان حقوق شهروندی برابر قائل نبود، که اهل سنت را نیز معتقدان به «دین ناحق» می‌دانست. وی با بیان این که مسلمانان به‌طور یکسان از نعمت دین بهره‌مند نیستند خواستار ترویج کتاب‌های شیعه در بین اهل تسنن شد تا «کسانی که تعصب کمتری دارند، زودتر به دین حق دست پیدا کنند.» مصباح یزدی همچنین از تدوین منشور حقوق شهروندی توسط حسن روحانی انتقاد کرد، زیرا به زعم او در این منشور «بهائی و مسلمان، انقلابی و ضدانقلاب برابرند.»
منظور از «اهل ذمه» غیرمسلمانان اهل کتاب (یهودیان، مسیحیان و زرتشتیان) هستند که از میان سه گزینه «پذیرش اسلام، جنگ یا التزام به شرایط ذمه» راه سوم را انتخاب کرده‌اند و به دولت اسلامی جزیه می‌پردازند.

### ارتداد و مجازات قتل
مصباح در سخنرانی‌های خود بارها صراحتاً از اجرای حکم اعدام برای افرادی که مرتد شده‌اند دفاع کرده بود، چنان‌که یکبار خواستار حکم اعدام برای هاشم آغاجری به اتهام اهانت به امامان شیعه و مراجع تقلید شیعه و همچنین اهانت به محمد شد. همچنین احمد قابل در نامه‌ای به علی خامنه‌ای، ضمن اشاره به اصرار و شهادت مصباح یزدی، مبنی بر کفرآمیز بودن مطالب و مرتد بودن حبیب‌الله آشوری به جرم انتشار کتاب «توحید» که منجر به اعدام وی شد، از وی انتقاد کرد.

### وجود امدادهای غیبی درجنگ ۳۳ روزه حزب‌الله لبنان با اسرائیل
مصباح یزدی اظهار کرده بود: در جنگ ۳۳ روزه اتفاقاتی افتاد که جز به صورت امداد غیبی قابل تفسیر نیست، من از شخص سید حسن نصرالله شنیدم که گفت اسرائیلی‌ها به نیروهای حزب‌الله حمله می‌کردند، ولی پس از عقب‌نشینی نیروهای حزب‌الله نیروهای اسرائیلی پیشروی نمی‌کردند، دلیل را که از سربازان اسرائیلی جویا شدند، آن‌ها گفتند که مردانی با لباس‌های سفید با شمشیر با ما می‌جنگند. وی اضافه کرد: سربازان اسرائیلی قضیه جنگیدن مردانی با لباس‌های سفید به همراه شمشیر را در مصاحبه با شبکه‌های اسرائیلی گفتند و در جنگ ۳۳ روزه داستان‌های عجیبی اتفاق افتاد که مصادیق امداد غیبی زنده شد.

### واکنش نسبت به سخنان حسن روحانی
مصباح یزدی در خرداد ۱۳۹۳ در سالروز درگذشت سید روح‌الله خمینی در جمع اعضای کاروان پیادهٔ عازم حرم وی در واکنش به سخنان حسن روحانی که گفته بود برخی دچار توهم هستند و مدام غصه دین مردم را می‌خورند در حالی که نه دین را می‌شناسند و نه آخرت را، گفت که «جدایی دین از سیاست و بیان این مطلب که دین وظیفه روحانیت است، نه دولت، همان شعار جبهه ملی است که متأسفانه امروز از سوی برخی مسئولان عمامه به سر مطرح می‌شود.»

## درگذشت
محمدتقی مصباح یزدی چند روز پس از بستری شدن در بیمارستان و درپی مشکلات حاد گوارشی، در عصر جمعه ۱۲ دی‌ماه ۱۳۹۹ درگذشت. سیدعلی خامنه‌ای و محمد محمدی ری‌شهری در تهران، سید احمد علم‌الهدی در مشهد و حسین نوری همدانی در قم بر پیکر او نماز خواندند. وی در ۱۵ دی‌ماه ۱۳۹۹ در حرم معصومه در کنار محمدتقی بهجت به خاک سپرده شد.